# Norio Sugiyama
Norio Sugiyama  (jap. 杉山 憲夫, Sugiyama Norio; * 3. März 1930 in der Präfektur Shizuoka; † 27. Februar 2012) war ein japanischer Politiker der Liberaldemokratischen Partei (LDP) und langjähriges Mitglied des Abgeordnetenhauses, dem Unterhaus des nationalen Parlaments.

## Leben
Sugiyama besuchte die präfekturbetriebene Susono-Oberschule und übernahm im Anschluss den Familienbetrieb in der Milchwirtschaft. Er war Mitglied im Gemeinderat der Stadt Shimizu, dann Präfekturparlamentsabgeordneter in Shizuoka.
Bei der Shūgiin-Wahl 1983 wurde er als Kandidat der LDP erstmals zum Abgeordneten in das Unterhaus gewählt und gehörte diesem nach fünf Wiederwahlen bis 2003 an, zunächst für den Wahlkreis Shizuoka 2, nach der Wahlrechtsreform für den Verhältniswahlblock Tōkai. In der LDP schloss er sich der Ex-Takeshita-Faktion unter Shin Kanemaru an. Nachdem dieser wegen des Sagawa-Kyūbin-Skandals in die Kritik geriet, unterstützte er die Wahl von Ichirō Ozawa zum Faktionsvorsitzenden, der jedoch Keizō Obuchi unterlag und mit Tsutomu Hata eine eigene Faktion begründete. Diese verließ 1993 die LDP und gründete die Erneuerungspartei (Shinseitō), der sich auch Sugiyama anschloss. Nach deren Auflösung wurde er 1994 Mitglied der Neuen Fortschrittspartei (Shinshintō), in der neben dem Vorsitzenden Toshiki Kaifu auch Ozawa als Generalsekretär und Hata als stellvertretender Vorsitzender wiederum Führungspositionen einnahmen.
1996 kehrte er zur LDP zurück und schloss sich dort der Miyazawa-Faktion an. Zunächst war er 1996 für kurze Zeit Vorsitzender des Unterhausausschusses für Umwelt, ehe er zwischen 1996 und 1997 Vorsitzender des Unterhausausschusses für Verkehr war. Als es 2000 zur sogenannten „Katō-Rebellion“ von Kōichi Katō gegen den Parteivorsitzenden-Premierminister Yoshirō Mori kam, stimmte Sugiyama gegen Katōs Misstrauensvotum gegen Mori.
Bei der Shūgiin-Wahl 2003, als er die unter Jun’ichirō Koizumi neu eingeführte Altersgrenze von 73 für eine LDP-Kandidatur in einem Verhältniswahlblock überschritt, verzichtete er auf eine erneute Kandidatur für ein Mandat im Unterhaus und zog sich weitgehend aus der Politik zurück.